# Американска врана
Американска врана (Corvus brachyrhynchos) е птица от род Врани. Разпространена е в Северна Америка - (САЩ, южна Канада и северно Мексико). По размер на тялото тя е по-малка от европейската черна врана. Притежава и по-различен глас. Оперението ѝ е черно с виолетов или син оттенък.
Американската врана е силно податлив вид на заболяването западнонилска треска. Те се смятат за индикаторен вид - масова смъртност на врани е предпоставка за възникване на епизоотия. Директно предаване на вируса от птиците на хората не е регистрирано и не се допуска като възможност.